# Храм Тхамбилувил Шри Каннаки амман

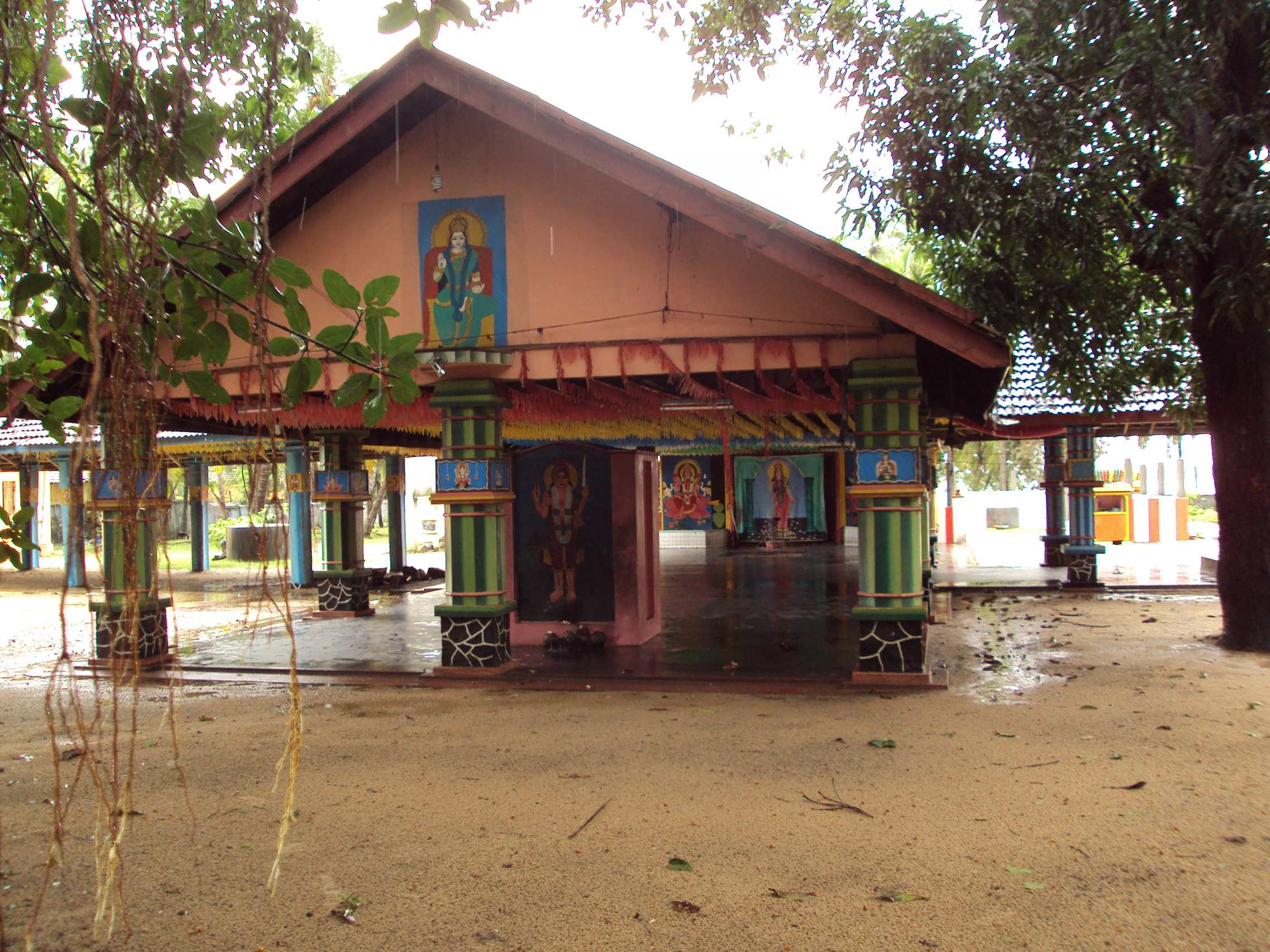

Храм Тхамбилувил Шри Каннаки амман (англ. Thambiluvil Sri Kannaki amman temple, там. தம்பிலுவில் கண்ணகி அம்மன் ஆலயம்) — один из наиболее значимых индуистских храмов в округе Ампара Восточной провинции Шри-Ланки. Находится в 70 км от центра округа Баттикалоа. Считается одним из древнейших храмов тамильской истории, построен в честь Каннахи, героини эпоса «Шилаппадикарам». В мае-июне, в неделю полнолуния, в храме проводится традиционный фестиваль.